# Deneberht
Deneberht ou Denebeorht (mort en 822) est un prélat anglo-saxon devenu évêque de Worcester.

## Biographie
Deneberht est consacré évêque de Worcester vers 800. Il meurt en 822.